# Egidio Nardi
Egidio Nardi (Modena, 26 novembre 1894 – Civitanova Marche, 2 febbraio 1981) è stato un ufficiale italiano, del Regio Esercito italiano, medaglia d'argento al valor militare e medaglia di bronzo al valor militare durante la prima guerra mondiale, passato nella Regia Aeronautica, dove ha combattuto durante la seconda guerra mondiale raggiungendo il grado di colonnello.

## Biografia
Nato a Modena il 26 novembre 1894, figlio di Antonio e di Virginia Vandini, di famiglia originaria di Pollenza (MC) ma di provenienza toscana.
Entrato nel Regio Esercito italiano, proveniente dalla fanteria, il luglio 1915 era sottotenente assegnato alla 7ª compagnia del 57º Reggimento Fanteria.
Il 1º settembre 1915 a Polazzo veniva decorato della sua prima medaglia di bronzo al valor militare, per un atto di eroismo. Tra l'11 dicembre e il 13 dicembre 1917 era decorato a Col della Beretta con medaglia d'argento al valor militare per aver comandato una sezione e averla guidata vittoriosamente fin sulla linea di operazione nemica.
Al costituirsi della Regia Aeronautica lasciò il Regio Esercito, passando nella nuova arma ove raggiungerà il grado di colonnello.
Durante la seconda guerra mondiale fu fatto prigioniero in Africa Orientale e internato in un campo britannico in Kenya.
Ritornato in Italia continuò a servire nell'Arma Aeronautica e, in congedo, continuò a prestare la sua opera per l'Associazione arma aeronautica nella Sezione di Civitanova Marche, ove si era ritirato in pensione, dopo aver sposato nel santuario di Loreto la Nobile Donna dott.ssa Valeria Vaquer (Novara, 25 giugno 1917 - Civitanova Marche, 30 gennaio 2000), laureata in lettere, distinta scrittrice e pittrice, figlia del nobile cavalier don Lorenzo (magistrato della suprema Corte di cassazione) e della nobile donna Maria (figlia del generale Carbone), sorella della nobile donna Laura Ratto Vaquer, cognata del pluridecorato tenente dell'8º Alpini (Julia), medaglia d'oro al valor militare, Benvenuto Ratto (Nuto).
Egidio Nardi, detto Ardi, è morto a Civitanova Marche il 2 febbraio 1981 ed è sepolto accanto alla moglie nel cimitero di Civitanova Alta.

## Onorificenze
All'allora sottotenente Egidio Nardi furono conferite una medaglia d'argento e una medaglia di bronzo (sul campo) con le seguenti motivazioni:
nonché le seguenti onorificenze: